# Acremoniella lutzi
Acremoniella lutzi är en svampart som beskrevs av Leão & Lôbo 1939. Acremoniella lutzi ingår i släktet Acremoniella, divisionen sporsäcksvampar och riket svampar.   Inga underarter finns listade i Catalogue of Life.